# المكتبة الوطنية اليمنية
المكتبة الوطنية اليمنية هي مكتبة بصنعاء. تأسست في الشهر الأول من عام 2010 بمساعدة من الصين وستقام على مساحة تقدر بـ 29360 متر مربع، لتسع مليون كتاب ودور للعروض المسرحية والسينمائية وقاعة مؤتمرات كبرى وصالة كبرى للمعارض ومركز تعليمي ومعرض في الهواء الطلق على مساحة تقدر بـعشرة آلاف متر مربع ومدرج تقدر مساحته بـ 700 متر مربع.

## إشارات مرجعية
1. 1 2  بدء العمل في إنشاء المكتبة الوطنية الكبرى بصنعاء مطلع يناير القادم نسخة محفوظة 05 مارس 2016 على موقع واي باك مشين.